# Polina Astachovová
Polina Grigorjevna Astachovová (rusky Полина Григорьевна Астахова, ukrajinsky Поліна Григорівна Астахова; 30. října 1936, Dnipro, USSR – 5. srpna 2005, Kyjev, Ukrajina) byla sovětská sportovní gymnastka. Na olympijských hrách v letech 1956–1964 získala celkem pět zlatých medailí.